# Městská inspekce veřejného pořádku
Městská inspekce veřejného pořádku (MIVP), lidově hanlivě přezdivaná Šedý mor, byl útvar či organizace, kterou si některá města zřizovala ke kontrole místních záležitostí veřejného pořádku. Byla zřizována v některých českých městech zhruba od roku 1964. Do jisté míry šlo o předchůdce obecní policie, ovšem s tím, že pracovníci útvaru nebyli ozbrojení a nebyli vybaveni pravomocemi typickými pro policejní sbory, ale šlo o úředníky veřejné správy.

## Historie
Roku 1949 byla zrušena místní stráž (dříve místní policie) a její pravomoce přešly na Veřejnou bezpečnost, hasiče či údržbu silnic. Zůstalo však mnoho problémů, které neřešil nikdo. Toto vakuum bylo zčásti zaplněno v roce 1964, kdy začaly být zřizovány městské inspekce veřejného pořádku. Ty však nebyly plnohodnotnou náhradou. Tou se stalo až obnovení obecních policií zákonem České národní rady č. 553/1991 Sb.
Popis úkolů MIVP se odvolává na zákon č. 60/1961 Sb., o úkolech národních výborů při zajišťování socialistického pořádku, což byla náhrada dosavadního trestního zákona správního i trestního správního řádu a v podstatě předchůdce pozdějšího přestupkového zákona. O možnosti obce zřizovat nějakou inspekci se však v tomto zákoně nic nepíše.

## Jednotlivá města
V Praze byla Městská inspekce veřejného pořádku zřízena 1. července 1964 jako rozpočtová organizace podřízená odboru pro vnitřní věci (OVV) Národního výboru hlavního města Prahy. Jejím úkolem bylo dohlížet na dodržování předpisů na ochranu veřejného pořádku (zákon č. 60/1961 Sb.) například v oblasti čistoty města a podobně. Řídila ji komise NVP na ochranu veřejného pořádku s pomocí odboru pro vnitřní věci (OVV). Zlikvidována byla k 24. listopadu 1990. V městském archivu se dochovaly například její organizační a výstrojní řády, směrnice, denní hlášení, propagační plakáty, plány a výkazy činnosti, korespondence, stížnosti, reakce na články v tisku, inventarizace, rozbory hospodaření atd., stejně jako některé dokumenty komise na ochranu veřejného pořádku.
Prostřednictvím systému ARES byl ještě donedávna (než mu bylo zakázáno zveřejňovat údaje o zaniklých subjektech) dostupný údaj o jakési MIVP, která byla dodatečně zapsána jako rozpočtová organizace pod IČ 00064602 se sídlem V Jirchářích 6 v Praze 1 a s datem vzniku 1. července 1973 a datem zániku 12. října 1996 a zařazena do kategorie subjektů s počtem 50–99 zaměstnanců. Tyto údaje dosud zrcadlí některé weby, které načerpaly údaje z ARES.
Poslanec Mátl 7. dubna 1967 v Národním shromáždění v rozpravě k návrhu zákona o opatřeních k ochraně ovzduší zmiňoval vyhlášku č. 8/63 Sb. NVP o udržování čistoty v hlavním městě a zřízení městské inspekce veřejného pořádku především pro dohled nad dodržováním čistoty města. Zmiňuje v souvislosti s Prahou „mnoho nedostatků, které jsou odstranitelné a spočívají v zodpovědnosti jednotlivce i různých podniků a organizací, ale také obvodních národních výborů v Praze“ a jako příklad uvádí kromě nečistot a odpadů před domy, že chodníky v Praze nejsou denně meteny a asfaltové nejsou myty.
Ještě městská vyhláška z roku 1988, která určila chráněné přírodní výtvory v hlavním městě Praze, uvádí MIVP jako druhý ze tří útvarů, které mají vykonávat kontrolu a dozor nad dodržováním vyhlášky.
V Pardubicích byla MIVP ustavena 1. ledna 1966 se 7 členy, postupně se počet jejích členů zvyšoval. Dbala o pořádek ve městě, mnohdy přísně a důsledně, kvůli čemuž nebyla oblíbená a dostala přezdívku Šedý mor. Spolupracovala s občanskými výbory, Veřejnou bezpečností a aktivem „Kdo nám hyzdí Pardubice“.
Městská inspekce veřejného pořádku v Ústí nad Labem se podle inventáře městského archivu zaměřovala zejména na politický pořádek. Kromě běžných zpráv o činnosti z let 1966–1971 (inv. č. 1359, ev. č. KT 246) či organizačního řádu z roku 1972 (1361, KT 246) se dochovala Podpora příslušníků městské inspekce veřejného pořádku Alexandru Dubčekovi a nesouhlas s okupací z 26. srpna 1968 (1057, KT 228), z roku 1974 naopak zpráva o kontrole „protispolečenských nápisů“ na území města (1137, KT 232).
Doložena je existence MIVP také například v Mostě.